# Saint-Germain-du-Bois
Saint-Germain-du-Bois ist eine französische Gemeinde im Département Saône-et-Loire in der Region Bourgogne-Franche-Comté. Sie gehört zum Arrondissement Louhans und zum Kanton Pierre-de-Bresse. Der Ort hat 1.947 Einwohner (Stand 1. Januar 2022), sie werden San-Germinois, resp. San-Germinoises genannt.

## Geografie

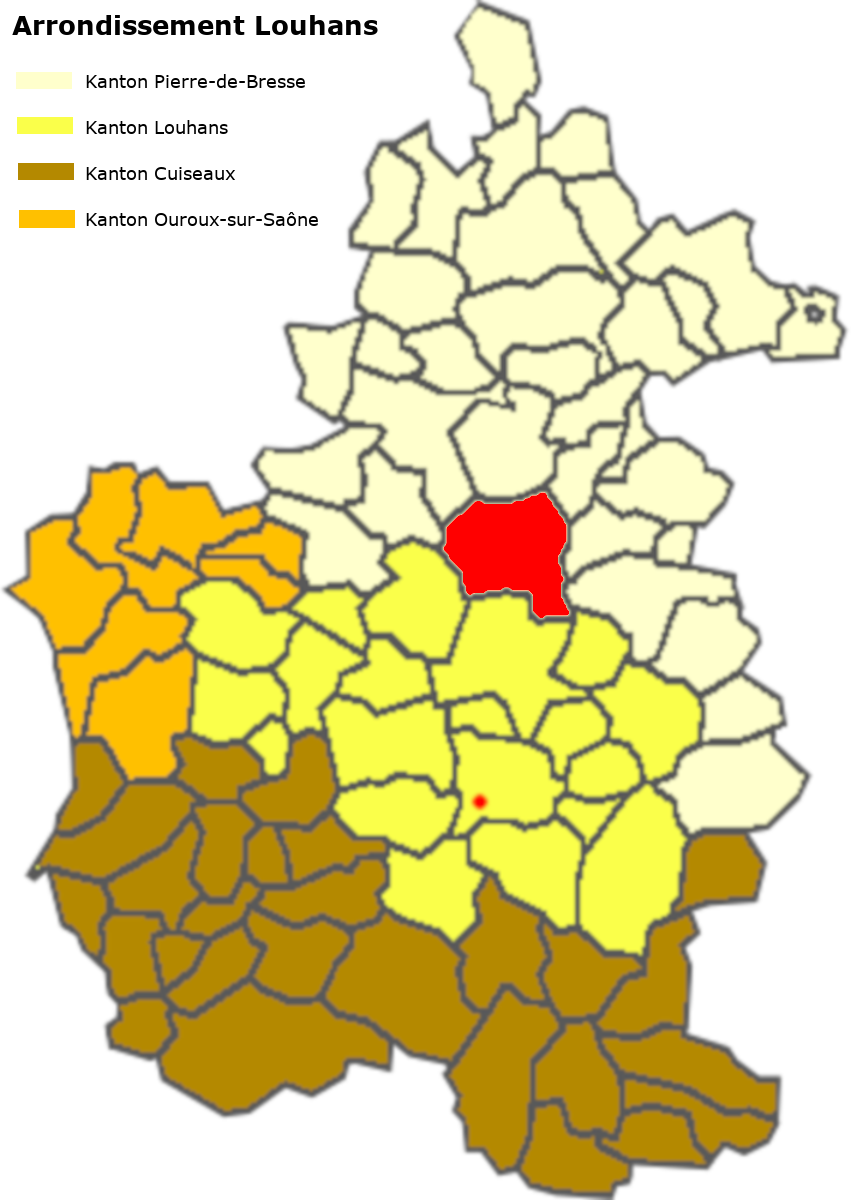
Lage der Gemeinde im Arrondissement Louhans

Der Ort liegt in der Landschaft Bresse, einigermaßen zentral im Arrondissement Louhans und wird in Süd-Nord-Richtung von der Guyotte durchflossen. Die südöstliche Gemeindegrenze bildet die Seille. Im äußersten Südwesten entspringt der Ruisseau de Chaintre und einen Teil der südlichen Gemeindegrenze bildet der Bief de l’Étang de Balole. Offiziell werden für das Gemeindegebiet elf Étangs verzeichnet. Durch den Bourg verläuft die Departementsstraße D970 zwischen Mervans und Sens-sur-Seille. Von Norden her trifft die Departementsstraße D13 im Bourg auf die D970. Die Trasse der D13 deckt sich weitgehend mit der Römerstraße die von Pierre nach Louhans führte. Schließlich zweigt im Ort noch die Departementsstraße D24 nach Westen ab und führt nach Chalon-sur-Saône. Die Gemeinde weist im südlichen und westlichen Gebiet etliche größere Waldflächen auf.
Zur Gemeinde gehören folgende Weiler und Fluren: l’Allée-de-la-Balme, Arpillières, Beausoleil, les Billardz, les Bioux, la Borduelle, la Brussières, la Chanée, Condé, la Corbière, la Cornière, la Croix-Blanche, la Croix-Rouge, le Dorial, Bief de l’Étang-Chasse-Loup (Gewässer), les Flattots, Forêts, la Fosse, Grand-Balosle, Grande-Commune, la Grande-Faye, la Grande-Margot, la Gravière, la Guichardière, le Guidon, la Guyotte (Gewässer), Layer, la Lune, Malporte, la Motte, Moulin-au-Gras, Moulin-de-Clémencey, la Panissière, les Pelletiers, Petit-Balosle, la Petite-Commune, la Petite-Faye, la Petite-Margot, Petit-Layer, Petit-Louis, Prost-des-Vernes, les Rampes, les Regons, la Revaillière, le Ruisseau, Saint-Claude, la Torchepotte, Torey, la Tuilerie, Tuilerie-Bruchon, Tuilerie-de-la-Balme, Tuilderie-de-la-Faye, Tuilerie-de-Malporte, Vernay-Passerat, Villechemin, Villerogues, le Villey, Vinges.

### Klima
Das Klima in Saint-Germain-du-Bois ist warm und gemäßigt. Es gibt das ganze Jahr über deutliche Niederschläge, selbst der trockenste Monat weist noch hohe Niederschlagsmengen auf. Die Klassifikation des Klimas nach Köppen und Geiger ist Cfb ((Gemäßigtes) Ozeanklima). Die Temperatur liegt im Jahresdurchschnitt bei 12,0 °C. Der wärmste Monat ist der Juli mit einer Durchschnittstemperatur von 21,2 °C, der kälteste der Januar mit 3,3 °C. Über ein Jahr verteilt summieren sich die Niederschläge auf 1081 mm, dabei ist der November mit 117 mm der niederschlagsreichste, während Juli als trockenster Monat 72 mm aufweist. Über das ganze Jahr werden etwa 2764 Sonnenstunden gezählt.
|                        | Jan | Feb | Mär  | Apr  | Mai  | Jun  | Jul  | Aug  | Sep  | Okt  | Nov  | Dez |   |      |
| Mittl. Temperatur (°C) | 3,3 | 3,9 | 7,5  | 11,2 | 15,1 | 19,2 | 21,2 | 20,8 | 17,0 | 12,9 | 7,4  | 4,1 | ⌀ | 12   |
| Mittl. Tagesmax. (°C)  | 6,2 | 7,7 | 12,0 | 15,8 | 19,5 | 23,9 | 25,9 | 25,6 | 21,5 | 17,0 | 10,5 | 6,8 | ⌀ | 16,1 |
| Mittl. Tagesmin. (°C)  | 0,6 | 0,6 | 3,2  | 6,4  | 10,3 | 14,2 | 16,2 | 15,9 | 12,7 | 9,2  | 4,4  | 1,5 | ⌀ | 8    |
|                        |     |     |      |      |      |      |      |      |      |      |      |     |   |      |
| Niederschlag (mm)      | 98  | 83  | 80   | 90   | 93   | 77   | 72   | 73   | 87   | 104  | 117  | 107 | Σ | 1081 |

| 0,6 |

| 0,6 |

| 3,2 |

| 6,4 |

| 10,3 |

| 14,2 |

| 16,2 |

| 15,9 |

| 12,7 |

| 9,2 |

| 4,4 |

| 1,5 |

| 0,6 |

| 0,6 |

| 3,2 |

| 6,4 |

| 10,3 |

| 14,2 |

| 16,2 |

| 15,9 |

| 12,7 |

| 9,2 |

| 4,4 |

| 1,5 |

## Toponymie
1155 wird die Kapelle Sanctus-Germanus de Bosco erstmals erwähnt, sie ist letztlich namensgebend für die Ortsbezeichnung. Die heutige Kirche ist ebenfalls Saint Germain geweiht.
Als Folge der Revolution und der damit verbundenen Säkularisierung wurde die Gemeinde für einige Zeit umbenannt in Belle-Place .

## Geschichte
Der Ort liegt an der alten Römerstraße, die von Louhans nach Bellevesvre führte. Im Ortszentrum befindet sich noch eine runde Motte mit Graben und Brücke. Während des Schwedisch-Französischen Krieges und des Devolutionskrieges war Saint-Germain und seine Umgebung immer wieder Frontgebiet und litt unter den Kriegswirren. 1370 liegt die Herrschaft bei Geoffroy de Froloy, geht dann über an die Familien Beauffremont, Damas, Bataille, an den Herzog von Foix und letztlich an die Familie Scoraille im Jahr 1670. Im 17. Jahrhundert war Saint-Germain-du-Bois umgeben von riesigen Wäldern mit Altholz, die 1697 zerstört wurden. Auf die Scorailles ist die Entstehung eines großen Teils der schönen Häuser und der Hallen zurückzuführen. Die Familie besaß ein Schloss im Weiler Layer, zusammen mit einer Kapelle, die noch besteht und dem Claudius von Condat geweiht ist. Zur Zeit des Jahrhundertwechsels zum 18. Jahrhundert, ließen die Scorailles ein Schloss im Weiler Faye erbauen, das im 19. Jahrhundert restauriert, jedoch Mitte des 20. Jahrhunderts abgerissen wurde. Alleen wurden sternförmig angelegt, ausgehend von la Grande Place, denen heute die Straßen in verschiedenen Richtungen folgen. Als letzte wurde die Allee Richtung la Balme gepflanzt, die heute noch besteht. 1794 nannte sich der Ort Belle Place und wurde 1801 Kantonshauptort. 1828 werden der Gemeinde die zwei Weiler Margot zulasten der Gemeinde Devrouze und 1840 Balosle zulasten Frangy-en-Bresse eingegliedert.
1184 wird bereits eine Kapelle erwähnt, die dem Germanus von Auxerre geweiht war. 1844 wurde die heutige Kirche erbaut, deren Altar von Chalon-sur-Saône stammt, 1847 die Mairie, 1894 ein neues Pfarrhaus und 1896 das Schulgebäude. 1883 wurde die Bahnlinie Bourg-en-Bresse – Calais eröffnet und 1907 übernahm die Post das Pfarrhaus, das seinerseits an der Place du Monument eingerichtet wurde. Es bestanden drei Wassermühlen, drei Ziegeleien, zwei Töpfereien. 1988 bestanden in der Gemeinde 79 Landwirtschaftsbetriebe.

### Die Herren von Saint-Germain-du-Bois
Ein Teil des heutigen Gemeindegebietes war Teil der Kastellanei von Sagy.
1252 huldigte Jean, Graf von Burgund und Herr von Salins-les-Bains dem Herzog von Burgund, Hugues IV., für la Marche, Lessard, Saint-Germain-du-Bois und Montjay.
- Der Bourg Saint-Germain
1251 übernahm Guillaume de Mailly die Stadt und das Schloss Saint-Germain als Lehen. 1320 wird Geoffroy de Froloy als Lehensnehmer genannt, anschließend sein Schwiegersohn Geoffroy de Berzé. Es folgten weitere Herren von Saint-Germain: die de Beaufremont, die de la Baulme, die Damas de Sassangy, die Batailles und die de Foix-Candolle. Von diesen kaufte gegen 1670 ein de Scorailles die Herrschaft. Zugunsten von François de Scorailles wurde 1713 die Gemeinde zum Marquisat erhoben, zusammen mit Bouhans und einem Teil von Serley. 1785 ging das Lehen an Henri Bernard de Royer de Saint-Micault, einen ehemaligen Dragoneroffizier.
- Das Lehen La Faye (liegt etwa 1,8 Kilometer südwestlich des Bourg) gehörte einst einer Familie dieses Namens, ging dann über an die Grozon, die Mercier, die Guyet, Marquis de Bantanges und die de Scorailles. 1770 gelangte es an Mouchet de Battefort, Marquis de l'Aubespin und Herr von Arinthod durch seine Heirat mit Charlotte Elisabeth de Scorailles, Das Lehen war recht bedeutend, es verfügte über die hohe und niedere Gerichtsbarkeit. Gerichtstage wurden beim Schloss La Faye gehalten.
- Das Lehen Layer (etwa 2 Kilometer ostsüdöstlich des Bourg) besaß ebenfalls ein Schloss. 1503 behauptete der Herr von Layer, sein Gut sei ein Allod. Die Herrschaft gehörte Ende 17., anfangs 18. Jahrhundert Gabriel de Chapon und seinen Erben. Später ging es ebenfalls an die de Scorailles über. Layer war ein Afterlehen von Louhans, wo auch die Gerichtsbarkeit lag.

Mit der Französischen Revolution 1789 wurden die Vorrechte des Adels abgeschafft, sie behielten lediglich noch ihre Titel.

### Heraldik
Die Gemeinde gebraucht das Wappen seit 16. September 1993. Die Felder zwei und vier des gevierten Wappens greifen zurück auf das Wappen der De Scoraille, die Besitzer eines großen Teil des Gemeindegebiets waren. Die Felder eins und drei beziehen sich auf die hauptsächlichen landwirtschaftlichen Produkte in der Gemeinde: Bressehühner und Mais. Ein farbiges Emailwappen ist an der Mairie angebracht. Blasonierung: Geviert: 1 in Blau ein rot bewehrter, goldener Hahn, 2 und 3 in Blau drei goldene Schrägbalken, 4 in Blau ein goldener Maiskolben. Die Gemeindeverwaltung verwendet zwei verschiedene Blautöne im Wappen, was heraldisch falsch ist. Es kann ausschließlich Azur verwendet werden.

## Bevölkerung
| Saint-Germain-du-Bois: Einwohnerzahlen von 1793 bis 2020 | Saint-Germain-du-Bois: Einwohnerzahlen von 1793 bis 2020 | Saint-Germain-du-Bois: Einwohnerzahlen von 1793 bis 2020 | Saint-Germain-du-Bois: Einwohnerzahlen von 1793 bis 2020 | Saint-Germain-du-Bois: Einwohnerzahlen von 1793 bis 2020 |
| --- | -------------------------------------------------------- | -------------------------------------------------------- | -------------------------------------------------------- | -------------------------------------------------------- |
| Jahr |                                                          |                                                          |                                                          | Einwohner                                                |
| 1793 | 1793                                                     |                                                          | 1.540                                                    | 1.540                                                    |
| 1800 | 1800                                                     |                                                          | 1.684                                                    | 1.684                                                    |
| 1806 | 1806                                                     |                                                          | 1.874                                                    | 1.874                                                    |
| 1821 | 1821                                                     |                                                          | 1.949                                                    | 1.949                                                    |
| 1831 | 1831                                                     |                                                          | 2.022                                                    | 2.022                                                    |
| 1836 | 1836                                                     |                                                          | 2.104                                                    | 2.104                                                    |
| 1841 | 1841                                                     |                                                          | 2.504                                                    | 2.504                                                    |
| 1846 | 1846                                                     |                                                          | 2.508                                                    | 2.508                                                    |
| 1851 | 1851                                                     |                                                          | 2.568                                                    | 2.568                                                    |
| 1856 | 1856                                                     |                                                          | 2.524                                                    | 2.524                                                    |
| 1861 | 1861                                                     |                                                          | 2.515                                                    | 2.515                                                    |
| 1866 | 1866                                                     |                                                          | 2.569                                                    | 2.569                                                    |
| 1872 | 1872                                                     |                                                          | 2.716                                                    | 2.716                                                    |
| 1876 | 1876                                                     |                                                          | 2.733                                                    | 2.733                                                    |
| 1881 | 1881                                                     |                                                          | 2.782                                                    | 2.782                                                    |
| 1886 | 1886                                                     |                                                          | 2.710                                                    | 2.710                                                    |
| 1891 | 1891                                                     |                                                          | 2.682                                                    | 2.682                                                    |
| 1896 | 1896                                                     |                                                          | 2.654                                                    | 2.654                                                    |
| 1901 | 1901                                                     |                                                          | 2.716                                                    | 2.716                                                    |
| 1906 | 1906                                                     |                                                          | 2.691                                                    | 2.691                                                    |
| 1911 | 1911                                                     |                                                          | 2.694                                                    | 2.694                                                    |
| 1921 | 1921                                                     |                                                          | 2.523                                                    | 2.523                                                    |
| 1926 | 1926                                                     |                                                          | 2.551                                                    | 2.551                                                    |
| 1931 | 1931                                                     |                                                          | 2.518                                                    | 2.518                                                    |
| 1936 | 1936                                                     |                                                          | 2.438                                                    | 2.438                                                    |
| 1946 | 1946                                                     |                                                          | 2.368                                                    | 2.368                                                    |
| 1954 | 1954                                                     |                                                          | 2.203                                                    | 2.203                                                    |
| 1962 | 1962                                                     |                                                          | 2.147                                                    | 2.147                                                    |
| 1968 | 1968                                                     |                                                          | 2.023                                                    | 2.023                                                    |
| 1975 | 1975                                                     |                                                          | 1.874                                                    | 1.874                                                    |
| 1982 | 1982                                                     |                                                          | 1.939                                                    | 1.939                                                    |
| 1990 | 1990                                                     |                                                          | 1.856                                                    | 1.856                                                    |
| 1999 | 1999                                                     |                                                          | 1.765                                                    | 1.765                                                    |
| 2009 | 2009                                                     |                                                          | 1.935                                                    | 1.935                                                    |
| 2014 | 2014                                                     |                                                          | 1.936                                                    | 1.936                                                    |
| 2020 | 2020                                                     |                                                          | 1.890                                                    | 1.890                                                    |
| Quelle(n): EHESS/Cassini bis 2006, ab 2009 INSEE Anmerkung(en): • Ab 1962 offizielle Zahlen ohne Einwohner mit Zweitwohnsitz • Höchste Einwohnerzahl 1881 mit 2782, tiefste Einwohnerzahl 1793 mit 1540 (55,4 % vom Maximum) |                                                          |                                                          |                                                          |                                                          |

| Bevölkerungsstruktur | Anzahl Einwohner | männlich | weiblich | davon Ausländer | Anteil % |
| -------------------- | ---------------- | -------- | -------- | --------------- | -------- |
|                      | 1917             | 889      | 1028     | 58              | 3,0      |

| Männer | Alterstufe | Frauen |
| ------ | ---------- | ------ |
| 24     | 90 + älter | 61     |
| 134    | 75–89      | 196    |
| 230    | 60–74      | 252    |
| 151    | 45–59      | 185    |
| 133    | 30–44      | 128    |
| 96     | 15–29      | 96     |
| 120    | 0–14       | 110    |

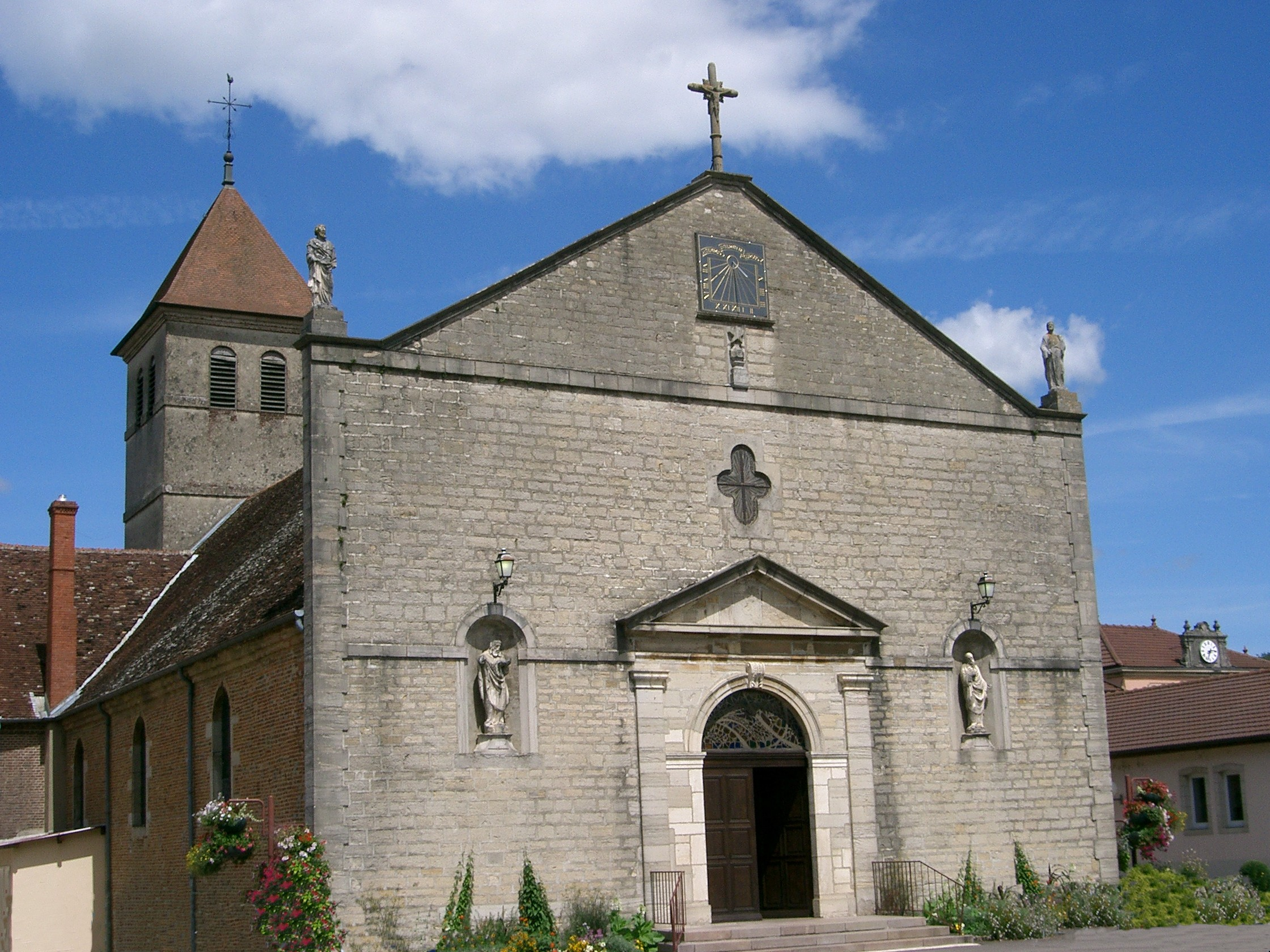
Kirche Saint-Germain in Saint-Germain-du-Bois

Die Bevölkerungsstruktur zwischen Männern und Frauen weist einen Überhang zugunsten der Frauen auf, diese machen 53,6 % der Bevölkerung aus. Dabei sind 36 % der Bevölkerung jünger als 45 Jahre. Demgegenüber sind 47 % der Einwohner älter als 60 Jahre und damit im Rentenalter.
| Wohnstruktur               | Anzahl Wohneinheiten | davon Häuser | Wohnungen | sonstige |
| -------------------------- | -------------------- | ------------ | --------- | -------- |
|                            | 1253                 | 1040         | 208       | 5        |
| davon Hauptwohnsitz        | 993                  |              |           |          |
| Zweit- oder Ferienwohnsitz | 129                  |              |           |          |
| vakant                     | 131                  |              |           |          |

## Wirtschaft und Infrastruktur

### Unternehmen, Betriebe, Ladengeschäfte und Einrichtungen
In der Gemeinde gibt es nebst Kirche und Mairie (Gemeindehaus) folgende Unternehmen nach Branchen:
| Branche                                                           | Anzahl Betriebe |
| ----------------------------------------------------------------- | --------------- |
| Industrie und verarbeitendes Gewerbe                              | 14              |
| Baugewerbe                                                        | 19              |
| Groß- und Einzelhandel, Verkehr, Beherbergung und Gastronomie     | 47              |
| Information und Kommunikation                                     | 2               |
| Finanz- und Versicherungsdienstleistungen                         | 5               |
| Grundstücks- und Wohnungswesen                                    | 16              |
| Freiberufliche, wissenschaftliche und technische Dienstleistungen | 18              |
| Öffentliche Verwaltung, Unterricht, Gesundheits- und Sozialwesen  | 28              |
| Sonstige Dienstleistungen                                         | 22              |
| Land- und Forstwirtschaftsbetriebe                                | 23              |

In der Gemeinde befinden sich alle Unternehmen und Ladengeschäfte, die in einer Kleinstadt notwendig sind. Sowohl im sportlichen, medizinischen, gastronomischen und öffentlichen Bereich sind mehr oder weniger alle gängigen Einrichtungen zu finden. Das Städtchen bietet im touristischen Bereich zwei Restaurants, zwei Hotels (16 Zimmer), zwei Gîtes und einen Campingplatz mit 44 Stellplätzen. Der Wochenmarkt findet jeweils am Samstagvormittag statt. Seit 1645 findet die Foire de Balme statt und lockt jährlich rund 40.000 Besucher an.

### Geschützte Produkte in der Gemeinde
Als AOC-Produkte sind in Saint-Germain-du-Bois Crème et beurre de Bresse, Volaille de Bresse und Dinde de Bresse zugelassen.

### Bildungseinrichtungen
In der Gemeinde bestehen folgende Bildungseinrichtungen:
- eine École maternelle Marie Curie, die von 61 Schülern besucht wird,
- eine École primaire (École maternelle und École élémentaire) Claude Forêt, die von 117 Schülern besucht wird,
- das Collège Bois des Dames,

die alle der Académie de Dijon unterstehen. Für die Schulen gilt der Ferienplan der Zone A.